# Чарапани
Чарапани је назив за становнике Крушевца и околине. Назив обухвата становнике простора до Трстеника на западу и низводно од реке Западне Мораве ка Крушевцу до Сталаћа.

## Историја
Чарапани се први пут помињу 1806, када је Крушевац током Првог српског устанка ослобођен од Турака. Помињу се као Крушевљани који су ходајући и шуњајући се у чарапама, у ноћи уочи битке, тихо пришли турским шаторима и полако из заседе убијали турске официре и команданте.
Пошто тада нису имали где да оду, чарапани су се настанили у долини Западне Мораве, у Крушевцу, Трстенику и Врњачкој Бањи.